# Martino Goretti
Pour les articles homonymes, voir Goretti.
Martino Goretti, né le 27 septembre 1985 à Lecco, est un rameur italien.
En 2016, il participe aux Jeux olympiques au sein de l’équipage du quatre sans barreur léger et termine 4e de la finale.

## Palmarès

### Championnats du monde
- 2005 à Gifu,  Japon
  -  Médaille d'or en huit poids légers
- 2006 à Eton,  Royaume-Uni
  -  Médaille d'or en huit poids légers
- 2009 à Poznań,  Pologne
  -  Médaille d'or en huit poids légers
- 2011 à Bled,  Slovénie
  -  Médaille d'argent en quatre de pointe poids légers
- 2012 à Plovdiv,  Bulgarie
  -  Médaille d'argent en huit poids légers
- 2013 à Chungju,  Corée du Sud
  -  Médaille d'argent en deux de pointe poids légers
- 2019 à Ottensheim,  Autriche
  -  Médaille d'or en skiff poids légers

### Championnats d'Europe
- 2011 à Plovdiv,  Bulgarie
  -  Médaille d'or en quatre de pointe poids légers
- 2012 à Varèse,  Italie
  -  Médaille d'or en quatre de pointe poids légers
- 2017 à Račice,  Tchéquie
  -  Médaille d'argent en quatre de pointe poids légers
- 2018 à Glasgow,  Royaume-Uni
  -  Médaille d'argent en skiff poids légers
- 2019 à Lucerne,  Suisse
  -  Médaille de bronze en skiff poids légers
- 2021 à Varèse,  Italie
  -  Médaille d'or en quatre de couple poids légers
- 2022 à Munich,  Allemagne
  -  Médaille d'or en quatre de pointe poids légers